# 碳酸锰
碳酸锰是化学式为MnCO3的无机化合物，以菱锰矿的形式存在于自然界中。2005年全球产量约为20000吨。

## 制备与用途
用碱金属碳酸盐处理水溶性Mn2+盐可导致碳酸锰的沉淀。碳酸锰不溶于水，但在强酸作用下生成Mn2+盐而溶解。
碳酸锰于200 °C时分解，生成二氧化碳和一氧化锰：
{\displaystyle \mathrm {MnCO} _{3}\longrightarrow \mathrm {MnO} +\mathrm {CO} _{2}}
此法多用于生产二氧化锰及干电池。
碳酸锰常用于化肥的添加剂，用来处理锰缺乏植物。还用于保健品及陶瓷制品上釉。

## 毒性
锰元素对于需氧生物来说是必需的，且通常锰化合物毒性也并不大。锰中毒可能由长时间暴露在含锰尘土或烟雾中所导致。